# Distretto di Bolognesi
Il distretto di Bolognesi è un distretto del Perù nella provincia di Pallasca (regione di Ancash) con 1.367 abitanti al censimento 2007 dei quali 470 urbani e 897 rurali.
È stato istituito il 15 luglio 1936.